# Sordariomycetidae
Sous-classe
Les Sordariomycetidae sont une sous-classe de champignons ascomycètes.

## Liste des ordres
- Boliniales
- Cephalothecales
- Chaetosphaeriales
- Coniochaetales
- Meliolales
- Phyllachorales
- Pseudodactylariales
- Sordariales